# Kimi ga Aruji de Shitsuji ga Ore de
Kimi ga Aruji de Shitsuji ga Ore de (君が主で執事が俺で, きみがあるじでしつじがおれで) còn được biết với tên phụ là They Are My Noble Masters, là một visual novel dành cho người lớn do hãng Minato Soft phát triển và phát hành vào ngày 25 tháng 5 năm 2007 cho hệ máy tính cá nhân. Phiên bản dành cho hệ máy PlayStation 2 có tựa Kimi ga Aruji de Shitsuji ga Ore de: Otsukae Nikki không chứa các hình ảnh không phù hợp với người dưới 18 tuổi phát hành vào ngày 27 tháng 3 năm 2008. Cốt truyện xoay quanh Uesugi Ren, người cùng em gái mình lên thành phố vì rắc rối trong gia đình. Cả hai đều thất nghiệp và khi gần hết tiền thì họ lại được nhận vào phục vụ tại biệt thự của gia đình Kuonji và trở thành bạn của những người sống trong đó.
Tác phẩm này cũng đã được chuyển thể thành loại hình truyền thông khác như. Như các hai loạt light novel do Paradigm và GoodsTrain phát hành. Ba loạt manga do Enterbrain, Fox Comics và Kadokawa Shoten phát hành. Chuyển thể drama CD cũng được thực hiện. A.C.G.T đã thực hiện chuyển thể anime và phát sóng từ ngày 04 tháng 1 đến ngày 29 tháng 3 năm 2008 tại Nhật Bản với 13 tập.

## Tổng quan

### Nhân vật

#### Chính
Uesugi Ren (上杉 錬, うえすぎ れん)
Lồng tiếng bởi: Seki Tomokazu

#### Nhóm Shinra
Kuonji Shinra (久遠寺 森羅, くおんじ しんら)
Lồng tiếng bởi: Misaki Rina (PC) / Itō Shizuka
Venis (朱子)
Lồng tiếng bởi: Umihara Erena (PC) / Hyōsei

#### Nhóm Miyu
Kuonji Miyu (久遠寺 未有, くおんじ みゆ)
Lồng tiếng bởi: Kujō Shino (PC) / Gotō Yūko
Uesugi Mihato (上杉 美鳩, うえすぎ みはと)
Lồng tiếng bởi: Kitato Minami(PC) / Hitomi

#### Nhóm Yume
Kuonji Yume (久遠寺 夢, くおんじ ゆめ)
Lồng tiếng bởi: Amano Sora (PC) / Minamori Asuka
Natose (南斗星, ナトセ)
Lồng tiếng bởi: Kamishiro Misaki (PC) / Asakawa Yū

#### Nhà Kuonji
Taisa (大佐, たいさ)
Lồng tiếng bởi: Yuwao Zenshū (PC) / Akimoto Yōsuke
De Niro (デニーロ)
Lồng tiếng bởi: Kachidoki Ichibu (PC) / Tatekabe Kazuya
Kiyohara Chiharu (清原 千春, きよはら ちはる)
Lồng tiếng bởi: Iida Kū(PC) / Amamiya Yū
Kuonji Banshō (久遠寺 万象, くおんじ ばんしょう)

#### Nhà Kuki
Kuki Ageha (九鬼 揚羽, くき あげは)
Lồng tiếng bởi: Tanaka Rie
Takeda Kojūrō (武田 小十郎, たけだ こじゅうろう)
Lồng tiếng bởi: Tatsuta Toraji (PC) / Hiyama Nobuyuki

#### Khác
Inamura Keiko (稲村 圭子, いなむら けいこ)
Lồng tiếng bởi: Kusugami Arika (PC) / Tauchi Natsuko
Anastasia Mistina (アナスタシア・ミスティーナ)
Lồng tiếng bởi: Mezume Shingyo (PC) / Chiaki Mahiro
Uesugi Isao (上杉 巌, うえすぎ いわお)
Lồng tiếng bởi: Kota Akira (PC) / Fujiwara Keiji
Michael Plushenko (ミハエル・プルシェンコ)
Lồng tiếng bởi: Fujiwara Keiji
Yashi Nagomi (椰子 なごみ, やし なごみ)
Kuman (クマーン)
Lồng tiếng bởi: Koyama Rikiya

## Truyền thông

### Manga
Tác phẩm đã được chuyển thể thành ba loạt manga khác nhau do ba nhà xuất bản khác nhau tiến hành xuất bản. Loạt thứ nhầt có tựa Kimi ga Aruji de Shitsuji ga Ore de Majikyū 4 koma (発行、マジキュー4コマ) do Enterbrain phát hành từ ngày 25 tháng đến ngày 25 tháng 9 năm 2007 với 2 tập, loạt manga này được thực hiện theo phong cách 4 hình. Loạt manga thứ hai là tuyển tập tập hợp các mẫu truyện của nhiều tác giả khác nhau có cùng tên với light novel do Fox Comics phát hành từ tháng 9 năm 2007 đến tháng 2 năm 2008 với 2 tập. Loạt thứ ba cũng cùng tên với tác phẩm chính do Kadokawa Shoten phát hành trên tạp chí dành cho seinen của mình là Comp Ace từ ngày 26 tháng 10 năm 2007 đến ngày 25 tháng 4 năm 2009, Kadokawa Shoten sau đó cũng tập hợp các chương lại và phát hành thành 3 tankōbon.

### Light novel
Tác phẩm đã được chuyển thể thành hai loạt light novel dành cho người trưởng thành. Loạt đầu tiên do Haruka Fuse viết và Paradigm xuất bản từ tháng 9 năm 2007 đến tháng 6 năm 2008 với 6 tập. Loạt thứ hai do Noyama Fūichirō thực hiện và GoodsTrain xuất bản từ tháng 9 năm 2007 đến tháng 8 năm 2008 với 4 tập.

### Drama CD
GoodsTrain cũng đã thực hiện chuyển thể drama CD của Kimi ga Aruji de Shitsuji ga Ore de với 8 đĩa được phát hành từ ngày 24 tháng 8 năm 2007 đến ngày 26 tháng 12 năm 2008. Loạt drama CD thứ hai cũng được thực hiện có tên Kimi ga Aruji de Shitsuji ga Ore de Tokubetsu do (君が主で執事が俺で 特別ド) để đính kèm với phiên bản giới hạn trên hệ máy tính cá nhân của tác phẩm với ba đĩa.

### Internet radio
Các loạt internet radio đã được thực hiện. Loạt thứ nhất có tựa Shiokaze hōsōkyoku 〜 Minato radio (潮風放送局〜みなとらじお) phát sóng từ ngày 03 tháng 8 năm 2007 đến ngày 18 tháng 1 năm 2008 với 13 chương trình, hai đĩa tập hợp 13 chương trình này đã được phát hành vào ngày 30 tháng 11 năm 2007 và ngày 25 tháng 4 năm 2008. Loạt thứ hai nối tiếp loạt thứ nhất có tựa Shiokaze hōsōkyoku - Minato STATION radio - Kimi ga Aruji de Shitsuji ga Ore de hen (潮風放送局〜みなとSTATIONらじお〜君が主で執事が俺で編〜) phát sóng từ ngày 01 tháng 2 năm 2008 đến ngày 15 tháng 1 năm 2010 với 52 chương trình, tám đĩa tập hợp các chương trình đã được phát hành từ ngày 25 tháng 8 năm 2008 đến ngày 04 tháng 6 năm 2010. Loạt thứ ba hiện đang được phát sóng từ ngày 02 tháng 4 năm 2010 có tựa Shiokaze hōsōkyoku - Minato STATION radio - Kazama Family hen (潮風放送局〜みなとSTATIONらじお〜風間ファミリー編〜).

### Anime
A.C.G.T đã thực hiện chuyển thể chuyển thể anime và phát sóng từ ngày 04 tháng 1 đến ngày 29 tháng 3 năm 2008 tại Nhật Bản với 13 tập trên kênh TV Kanagawa.

### Âm nhạc
Trò chơi có hai bài hát chủ đề, một mở đầu và một kết thúc. Bài hát mở đầu có tên wonder life do UR@N trình bày, bài hát kết thúc có tên room do KOTOKO trình bày, hai bài hát này đã phát hành trong album chứa các bản nhạc dùng trong trò chơi như đĩa đính kèm phiên bản đặc biệt của trò chơi vào ngày 25 tháng 5 năm 2007. Ba album chứa các bài hát do các nhân vật trong trò chơi trình bày đã phát hành từ ngày 27 tháng 4 đến ngày 22 tháng 6 năm 2007. Một album chứa các bài hát phụ dùng trong trò chơi đã phát hành vào ngày 24 tháng 8 năm 2007.
| Kimi ga Aruji de Shitsuji ga Ore de Sound Track CD (君が主で執事が俺で サウンドトラックCD) | Kimi ga Aruji de Shitsuji ga Ore de Sound Track CD (君が主で執事が俺で サウンドトラックCD) | Kimi ga Aruji de Shitsuji ga Ore de Sound Track CD (君が主で執事が俺で サウンドトラックCD) |
| STT                                                                                        | Nhan đề                                                                                    | Thời lượng                                                                                 |
| ------------------------------------------------------------------------------------------ | ------------------------------------------------------------------------------------------ | ------------------------------------------------------------------------------------------ |
| 1.                                                                                         | "wonder life"                                                                              | 3:50                                                                                       |
| 2.                                                                                         | "穏やかな目覚め"                                                                           | 2:07                                                                                       |
| 3.                                                                                         | "久遠寺家"                                                                                 | 2:24                                                                                       |
| 4.                                                                                         | "はしゃぐ者たち"                                                                           | 1:44                                                                                       |
| 5.                                                                                         | "マッタリーノ"                                                                             | 2:06                                                                                       |
| 6.                                                                                         | "ムーディーズ"                                                                             | 1:51                                                                                       |
| 7.                                                                                         | "姉と弟"                                                                                   | 1:54                                                                                       |
| 8.                                                                                         | "追撃"                                                                                     | 2:00                                                                                       |
| 9.                                                                                         | "みなとまち七浜"                                                                           | 1:52                                                                                       |
| 10.                                                                                        | "更にはしゃぐ者達"                                                                         | 2:22                                                                                       |
| 11.                                                                                        | "執事モラトリアム"                                                                         | 1:51                                                                                       |
| 12.                                                                                        | "人生とは戦い也"                                                                           | 1:52                                                                                       |
| 13.                                                                                        | "君がいて僕がいて"                                                                         | 2:44                                                                                       |
| 14.                                                                                        | "ノスタルジィ"                                                                             | 2:41                                                                                       |
| 15.                                                                                        | "星の光"                                                                                   | 2:00                                                                                       |
| 16.                                                                                        | "中華GUY"                                                                                  | 2:08                                                                                       |
| 17.                                                                                        | "傷跡"                                                                                     | 2:03                                                                                       |
| 18.                                                                                        | "トラウマ"                                                                                 | 2:22                                                                                       |
| 19.                                                                                        | "暮れなずむ夕陽"                                                                           | 1:51                                                                                       |
| 20.                                                                                        | "上杉錬"                                                                                   | 2:32                                                                                       |
| 21.                                                                                        | "アッ、ユメドリームだ"                                                                     | 2:30                                                                                       |
| 22.                                                                                        | "room"                                                                                     | 5:17                                                                                       |
| Tổng thời lượng:                                                                           | Tổng thời lượng:                                                                           | 52:01                                                                                      |

| Kimi ga Aruji de Shitsuji ga Ore de CharaSong Daiichidan Shinra Team (Shinra & Venis) (君が主で執事が俺で キャラソン第一弾 森羅チーム(森羅&朱子)) | Kimi ga Aruji de Shitsuji ga Ore de CharaSong Daiichidan Shinra Team (Shinra & Venis) (君が主で執事が俺で キャラソン第一弾 森羅チーム(森羅&朱子)) | Kimi ga Aruji de Shitsuji ga Ore de CharaSong Daiichidan Shinra Team (Shinra & Venis) (君が主で執事が俺で キャラソン第一弾 森羅チーム(森羅&朱子)) |
| STT | Nhan đề | Thời lượng |
| --- | --- | --- |
| 1. | "ギッ、玉子型ロボットですがなにか？" | 1:18 |
| 2. | "森羅万象" | 4:49 |
| 3. | "俺は～デニーロ♪" | 1:05 |
| 4. | "MIYABI" | 3:53 |
| 5. | "「きみある」の歴史にまた1ページ！" | 0:29 |
| 6. | "俺は～デニーロ♪ (Instrumental)" | 4:52 |
| 7. | "MIYABI (Instrumental)" | 3:54 |
| Tổng thời lượng: | Tổng thời lượng: | 20:20 |

| Kimi ga Aruji de Shitsuji ga Ore de CharaSong Dainidan Miyu Team (Miyu & Mihato) (君が主で執事が俺で キャラソン第二弾 未有チーム(未有&美鳩)) | Kimi ga Aruji de Shitsuji ga Ore de CharaSong Dainidan Miyu Team (Miyu & Mihato) (君が主で執事が俺で キャラソン第二弾 未有チーム(未有&美鳩)) | Kimi ga Aruji de Shitsuji ga Ore de CharaSong Dainidan Miyu Team (Miyu & Mihato) (君が主で執事が俺で キャラソン第二弾 未有チーム(未有&美鳩)) |
| STT | Nhan đề | Thời lượng |
| --- | --- | --- |
| 1. | "俺のかーちゃん" | 1:00 |
| 2. | "Muse plot ～ミューズプロット～" | 4:45 |
| 3. | "姉力∞(無限大)" | 0:46 |
| 4. | "Brother Soul" | 4:24 |
| 5. | "デニーロ感激!!" | 0:35 |
| 6. | "Muse plot ～ミューズプロット～ (Instrumental)"                                                                                              | 4:48 |
| 7. | "Brother Soul (Instrumental)" | 4:24 |
| Tổng thời lượng: | Tổng thời lượng: | 20:42 |

| Kimi ga Aruji de Shitsuji ga Ore de CharaSong Daisandan Yume Team (Yume & Natose) (君が主で執事が俺で キャラソン第三弾 夢チーム(夢&南斗星)) | Kimi ga Aruji de Shitsuji ga Ore de CharaSong Daisandan Yume Team (Yume & Natose) (君が主で執事が俺で キャラソン第三弾 夢チーム(夢&南斗星)) | Kimi ga Aruji de Shitsuji ga Ore de CharaSong Daisandan Yume Team (Yume & Natose) (君が主で執事が俺で キャラソン第三弾 夢チーム(夢&南斗星)) |
| STT | Nhan đề | Thời lượng |
| --- | --- | --- |
| 1. | "リサイタル開演10分前！" | 1:10 |
| 2. | "Happy smile" | 4:17 |
| 3. | "tears" | 1:08 |
| 4. | "瞳に刻まれた記憶と情熱と" | 3:30 |
| 5. | "デニーロリサイタル" | 1:00 |
| 6. | "Happy smile (Instrumental)" | 4:18 |
| 7. | "瞳に刻まれた記憶と情熱と (Instrumental)"                                                                                                   | 3:29 |
| Tổng thời lượng: | Tổng thời lượng: | 18:52 |

| Kimi ga Aruji de Shitsuji ga Ore de Sounyuuka Collection (君が主で執事が俺で 挿入歌コレクション) | Kimi ga Aruji de Shitsuji ga Ore de Sounyuuka Collection (君が主で執事が俺で 挿入歌コレクション) | Kimi ga Aruji de Shitsuji ga Ore de Sounyuuka Collection (君が主で執事が俺で 挿入歌コレクション) |
| STT                                                                                              | Nhan đề                                                                                          | Thời lượng                                                                                       |
| ------------------------------------------------------------------------------------------------ | ------------------------------------------------------------------------------------------------ | ------------------------------------------------------------------------------------------------ |
| 1.                                                                                               | "明日の貴方を考えて…きみあるは貴方が主役です。"                                                  | 4:37                                                                                             |
| 2.                                                                                               | "Get up！明日への飛翔"                                                                           | 4:45                                                                                             |
| 3.                                                                                               | "月の光に導かれ"                                                                                 | 3:32                                                                                             |
| 4.                                                                                               | "こたえはいつも"                                                                                 | 4:37                                                                                             |
| 5.                                                                                               | "Illusion notebook"                                                                              | 4:34                                                                                             |
| 6.                                                                                               | "行け！夢ドリーム"                                                                               | 4:19                                                                                             |
| 7.                                                                                               | "Get up！明日への飛翔 (Instrumental.ver)"                                                        | 4:48                                                                                             |
| 8.                                                                                               | "こたえはいつも (karaoke.ver)"                                                                   | 4:40                                                                                             |
| 9.                                                                                               | "行け！夢ドリーム (Instrumental.ver)"                                                            | 4:20                                                                                             |
| 10.                                                                                              | "Bonus track (Get up！明日への飛翔 skypop.ver)"                                                  | 4:50                                                                                             |
| Tổng thời lượng:                                                                                 | Tổng thời lượng:                                                                                 | 45:02                                                                                            |

Bộ anime có hai bài hát chủ đề chính, một mở đầu và một kết thúc. Bài hát mở đầu là bài Hizamazuku Made 5 Byo Dake! do Hashimoto Miyuki trình bày, đĩa đơn chứa bài hát này đã phát hành vào ngày 23 tháng 1 năm 2008. Bài hát kết thúc là bài Butler Switch On! do Goto Yuko trình bày, đĩa đơn chứa bài hát đã phát hành vào ngày 06 tháng 2 năm 2008. Album chứa các bản nhạc sử dụng trong bộ anime đã phát hành vào ngày 09 tháng 4 năm 2008. Một album chứa các bài hát do các nhân vật trình bày cũng đã được phát hành vào ngày 25 tháng 6 năm 2008.
| Hizamazuki Made 5 Byou Dake! (跪くまで5秒だけ!) | Hizamazuki Made 5 Byou Dake! (跪くまで5秒だけ!)                          | Hizamazuki Made 5 Byou Dake! (跪くまで5秒だけ!) |
| STT                                             | Nhan đề                                                                  | Thời lượng                                      |
| ----------------------------------------------- | ------------------------------------------------------------------------ | ----------------------------------------------- |
| 1.                                              | "Hizamazuki Made 5 Byou Dake! (跪くまで5秒だけ!)"                        | 4:22                                            |
| 2.                                              | "Sha-la-la"                                                              | 4:30                                            |
| 3.                                              | "Hizamazuki Made 5 Byou Dake! (off vocal) (跪くまで5秒だけ!(off vocal))" | 4:22                                            |
| 4.                                              | "Sha-la-la(off vocal)"                                                   | 4:25                                            |
| Tổng thời lượng:                                | Tổng thời lượng:                                                         | 17:39                                           |

| Butler Switch On! (Butlerスイッチオーン!) | Butler Switch On! (Butlerスイッチオーン!)                                        | Butler Switch On! (Butlerスイッチオーン!) |
| STT                                       | Nhan đề                                                                          | Thời lượng                                |
| ----------------------------------------- | -------------------------------------------------------------------------------- | ----------------------------------------- |
| 1.                                        | "Butler Switch On! (Butlerスイッチオーン!)"                                      | 3:49                                      |
| 2.                                        | "Gohoubi no Kiss wo Ageru wa (ごほうびのキスをあげるわ)"                         | 4:58                                      |
| 3.                                        | "Buttler Switch On! [off vocal] (Butlerスイッチオーン! [off vocal])"             | 3:49                                      |
| 4.                                        | "Gohoubi no Kiss wo Ageru wa [off vocal] (ごほうびのキスをあげるわ [off vocal])" | 4:54                                      |
| Tổng thời lượng:                          | Tổng thời lượng:                                                                 | 17:30                                     |

| Kimi ga Aruji de Shitsuji ga Ore de Original Soundtrack Vivace (君が主で執事が俺で オリジナルサウンドトラック VIVACE) | Kimi ga Aruji de Shitsuji ga Ore de Original Soundtrack Vivace (君が主で執事が俺で オリジナルサウンドトラック VIVACE) | Kimi ga Aruji de Shitsuji ga Ore de Original Soundtrack Vivace (君が主で執事が俺で オリジナルサウンドトラック VIVACE) |
| STT | Nhan đề | Thời lượng |
| --- | --- | --- |
| 1. | "Yatsu no Namae wa Uesugi Ren (奴の名前は上杉錬)"                                                                     | 1:33 |
| 2. | "Unmei to Iu na no Kane (運命という名の鐘)"                                                                           | 1:32 |
| 3. | "Kousaku suru Kobushi (交錯する拳)"                                                                                   | 1:11 |
| 4. | "Kinpaku! (緊迫!)" | 1:30 |
| 5. | "Kibou to iu Na no Kinshou wo Mune ni (希望という名の勲章を胸に)"                                                     | 1:09 |
| 6. | "Tatakau Mono Dake ga... (戦うものだけが…)"                                                                           | 1:11 |
| 7. | "Yuruyaka ni Toki ga Sugi (ゆるやかに時が過ぎ)"                                                                       | 1:44 |
| 8. | "Yuuga Naru Hitotoki wo (優雅なるひとときを)"                                                                         | 1:07 |
| 9. | "Nagoyaka na Kuukan (なごやかな空間)"                                                                                 | 1:05 |
| 10. | "Sakuryaku no Kiken na Kaori (策略の危険な香織)"                                                                      | 1:25 |
| 11. | "Niwa ni Odoru (庭に踊る)"                                                                                            | 1:32 |
| 12. | "Shin Nanahamateki Gakkyoku (新七浜的楽曲)"                                                                           | 1:24 |
| 13. | "Dokoka no Machi De (どこかの街で)"                                                                                   | 1:27 |
| 14. | "Neiro ni Dakarenagara (音色に抱かれながら)"                                                                          | 1:28 |
| 15. | "Kokor no Kyori (心の距離)"                                                                                           | 1:54 |
| 16. | "Anata no Soba De (あなたのそばで)"                                                                                   | 1:49 |
| 17. | "Tada, Odayaka ni (ただ、穏やかに)"                                                                                   | 1:12 |
| 18. | "Kono Madoromi ni Chikai wo (このまどろみに誓いを)"                                                                   | 1:06 |
| 19. | "Shinrabanshou (森羅万象)"                                                                                            | 1:32 |
| 20. | "Tsuranuke My-pace (つらぬけマイペース)"                                                                              | 1:07 |
| 21. | "Kureyuku Sora ni (暮れゆく空に)"                                                                                     | 1:06 |
| 22. | "Dream・Dream (ドリーム・どりーむ)"                                                                                   | 1:06 |
| 23. | "Tohoho na Yokan (トホホな予感)"                                                                                      | 1:07 |
| 24. | "8bit march" | 1:16 |
| 25. | "Hateshinai Mirai (果てしない未来)"                                                                                   | 1:31 |
| 26. | "play a recorder" | 1:08 |
| 27. | "Arashi no Zenchou (嵐の前兆)"                                                                                        | 0:32 |
| 28. | "Tsunoru Fuan (つのる不安)"                                                                                           | 0:33 |
| 29. | "Sore kara Doushita? (それからどした?)"                                                                               | 0:34 |
| 30. | "Nori ga Daiji Desu (ノリが大事です)"                                                                                 | 0:35 |
| 31. | "Tama ni wa, Kaze wo Kanjite (たまには、風を感じて)"                                                                  | 0:31 |
| 32. | "Kanade wa Heion ni (奏では平穏に)"                                                                                   | 0:29 |
| 33. | "Selfish・Gambler (セルフィッシュ・ギャンブラー)"                                                                     | 1:36 |
| 34. | "Bishoujo wa Zunoumeiseki (美少女は頭脳明晰)"                                                                         | 1:09 |
| 35. | "Papilio xuthus" | 1:21 |
| 36. | "Surechigai no... (すれちがいの…)"                                                                                    | 1:12 |
| 37. | "Seoubeki wa Kako (背負うべきは過去)"                                                                                 | 1:45 |
| 38. | "Semarikuru Mono (迫り来るモノ)"                                                                                      | 1:10 |
| 39. | "Death Twin Tale (デスツインテール)"                                                                                  | 1:10 |
| 40. | "Hizamazuku Made 5byou dake! [off vocal Re:arrange] (跪くまで5秒だけ! [off vocal Re:arrange])"                        | 2:01 |
| 41. | "Eyecatch type-A [Bonus track] (Eyecatch type-A [ボーナストラック])"                                                  | 0:07 |
| 42. | "Hizamazuku Made 5byou dake! [TV Size] [Bonus track] (跪くまで5秒だけ! [TV size] [ボーナストラック])"                 | 1:38 |
| 43. | "Butler Switch On! [TV Size] [Bonus track] (Butler スイッチオーン! [TV size] [ボーナストラック])"                     | 1:26 |
| 44. | "Eyecatch type-B [Bonus track] (Eyecatch type-B [ボーナストラック])"                                                  | 0:06 |
| Tổng thời lượng: | Tổng thời lượng: | 53:07 |

| TV Anime "Kimi ga Aruji de Shitsuji ga Ore de" Character Song Mini Album & Talk CD (TVアニメ『君が主で執事が俺で』 キャラクターソングミニアルバム&トークCD) | TV Anime "Kimi ga Aruji de Shitsuji ga Ore de" Character Song Mini Album & Talk CD (TVアニメ『君が主で執事が俺で』 キャラクターソングミニアルバム&トークCD) | TV Anime "Kimi ga Aruji de Shitsuji ga Ore de" Character Song Mini Album & Talk CD (TVアニメ『君が主で執事が俺で』 キャラクターソングミニアルバム&トークCD) |
| STT | Nhan đề | Thời lượng |
| --- | --- | --- |
| 1. | ""Kimiaru Say・You Tsuushin" Mazu wa Goaisatsu Kara (「きみある セイ・ユー通信」 まずはご挨拶から)"                                                         | 2:44 |
| 2. | "Ren'ai to Enshuuritsu no Kankeisei (恋愛と円周率の関係性)"                                                                                                 | 4:08 |
| 3. | "Kimi no Tonari (キミのとなり)" | 3:49 |
| 4. | ""Kimiaru Say・You Tsuushin" Anna Omoide (「きみある セイ・ユー通信」 あんな思い出)"                                                                        | 10:01 |
| 5. | "Otsukae Jourei Dai 1 Jou (お仕え条例第一条)" | 3:35 |
| 6. | ""Kimiaru Say・You Tsuushin" Gohoushi! Kimiaru Quiz (「きみある セイ・ユー通信」 ご奉仕!きみあるクイズ)"                                                    | 10:28 |
| 7. | "Komorebi wo Kanjite (木漏れ日を感じて)" | 4:33 |
| 8. | "Yume・Dream・Shift (ユメ・ドリーム・シフト)" | 3:59 |
| 9. | ""Kimiaru Say・You Tsuushin" Mata Au Hi Made (「きみある セイ・ユー通信」 また会う日まで)"                                                                  | 1:52 |
| 10. | "Mirai he no Senritsu (未来への旋律)" | 4:29 |
| Tổng thời lượng: | Tổng thời lượng: | 49:38 |